# Biała Podlaska
Biała Podlaska là một thị trấn thuộc huyện Biała Podlaska, tỉnh Lubelskie ở đông-nam Ba Lan. Thị trấn có diện tích 49 km². Đến ngày 1 tháng 1 năm 2011, dân số của thị trấn là 57984 người và mật độ 1174 người/km².